# 문워커
《문워커》(Moonwalker)는 미국에서 제작된 콜린 칠버스 감독 작품이며, 1988년 10월 29일에 개봉된 액션, 범죄, 판타지, SF, 스릴러 영화이다. 마이클 잭슨 등이 주연으로 출연하였고 폴 다이에너 등이 제작에 참여하였다.

## 출연

### 주연
- 마이클 잭슨
- 조 페시

### 조연
- 션 레논
- 켈리 파커
- 브랜던 퀸틴 애덤스

## 한국어 더빙 성우진(KBS, 1995년 10월 3일)
- 김승준 - 마이클 잭슨
- 유지영
- 조동희
- 이진화
- 김준
- 장승길

## 기타
- Line PD: 존 로메인
- 미술: 브라이언 존스
- 미술: 마이클 G. 플루그
- 의상: 베티 페카 매든

## 홈 미디어
인증
| 국가   | 인증        | 판매량  |
| ------ | ----------- | ------- |
| 캐나다 | 4× Platinum | 50,000  |
| 영국   | 8× Platinum | 400,000 |
| 미국   | 8× Platinum | 800,000 |